# Fornax 4
Fornax 4 ist ein Kugelsternhaufen im Sternbild Chemischer Ofen in der Fornax-Zwerggalaxie. Der Sternhaufen wurde im Jahr 1961 von Paul William Hodge beschrieben, der ihn auf Aufnahmen aus den Jahren zuvor des ADH-Baker-Schmidt-Teleskops mit einer Apertur von 81 cm erkannte.